# John Stockton
Pour les articles homonymes, voir Stockton.
John Houston Stockton, né le 26 mars 1962 à Spokane dans l'État de Washington, est un joueur américain de basket-ball évoluant au poste de meneur.
Il effectue l'intégralité de sa carrière professionnelle avec le Jazz de l'Utah en NBA et forme pendant dix-huit ans un duo prolifique avec l'ailier fort Karl Malone.
Excellent passeur, John Stockton obtient le titre de meilleur passeur de la saison NBA neuf fois consécutives, de 1987 à 1996. Il est également le meilleur intercepteur de l'histoire de la NBA avec 3 265 réalisations.

## Biographie

### Carrière universitaire
Après avoir étudié de près les offres des Vandals de l'Idaho et des Grizzlies du Montana, John Stockton décide de rester près de chez lui et de jouer pour les Bulldogs de Gonzaga, équipe universitaire de l'université de Gonzaga, sur les traces de son grand-père Hust Stockton (en), l'un des meilleurs joueurs de football américain de l'université dans les années 1920. Stockton progresse chaque année à Gonzaga jusqu'à être le meilleur marqueur, passeur et intercepteur de la conférence West Coast Athletic lors de sa dernière année universitaire. Il quitte Gonzaga avec les records de l'université en termes de passes décisives et d'interceptions.
Joueur frêle au visage juvénile, John Stockton impressionne lors des sélections de l'équipe nationale américaine de basket-ball pour les Jeux olympiques d'été de 1984. Il y domine les meneurs des camps, faisant sa place dans les vingt derniers joueurs en lice pour intégrer l'équipe de Bobby Knight et est l'un des derniers joueurs exclus de la sélection, avec Charles Barkley ou encore Terry Porter. Ses performances lui ont néanmoins permis de s'illustrer devant les recruteurs de la NBA.

### Carrière professionnelle

#### Sélection et apprentissage (1984-1987)
Stockton est choisi en 16e position lors du premier tour de la draft 1984 par le Jazz de l'Utah. Cette sélection est une surprise, le meneur n'est pas connu par un grand nombre de supporteurs de la franchise. Le joueur pense que les fans le huent mais le commentateur Rod Hundley le rassure, ils ne crient pas « Boo », ils se demandent simplement « Who ? »,. Le joueur est lui aussi surpris, il s'est renseigné sur la possibilité d'aller jouer en Europe pour y poursuivre sa carrière, ne pensant pas avoir sa chance en NBA.
Persuadé de ne pas faire une longue carrière dans la NBA, Stockton économise ses premières paies. Meneur remplaçant derrière un très bon joueur de la ligue, Rickey Green, All-Star en 1984, Stockton apprend. Rejoint l'année suivante par Karl Malone, Stockton progresse chaque année et gagne du temps de jeu. Après avoir partagé les minutes sur le terrain avec Rickey Green, il prend sa place de titulaire et explose lors de sa quatrième saison en NBA sous la houlette du nouvel entraîneur principal Jerry Sloan.

#### Passeur vedette du Jazz (1987-1992)

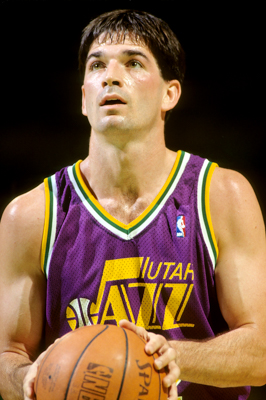
John Stockton avec le maillot du Jazz de l'Utah en 1989.

Lors de la saison NBA 1987-1988, il devient le nouveau patron de l'équipe avec Karl Malone, dirigé par leur nouvel entraîneur Jerry Sloan. Celui-ci, devant l'intelligence de jeu de Stockton, lui laisse une grande liberté. En effet, Stockton n'est pas qu'un excellent passeur, il est également un marqueur avisé comme le prouve son classement de 4e au pourcentage de réussite au tir, ce qui est inhabituel pour un meneur. De plus, sa complicité avec Karl Malone est impressionnante : leur jeu est la parfaite application du pick and roll. Il participe également à son premier All Star Game en compagnie de celui-ci.

#### De la Dream Team aux records (1992-1996)
En 1992, il participe aux Jeux olympiques de Barcelone avec la Dream Team originelle, celle des Michael Jordan, Magic Johnson, Larry Bird, avec son compère Karl Malone prenant la place d'Isiah Thomas. Il continue d'être présent au All Star Game la saison suivante où il est nommé co-MVP avec Karl Malone du All-Star Game 1993 à Salt Lake City.
En 1995, il dépasse Magic Johnson et devient le meilleur passeur de l'histoire. Puis en 1996, il devient le plus grand intercepteur de l’histoire de la ligue. À la fin de cette saison 1995-1996, il participe à nouveau aux Jeux olympiques d'Atlanta.

#### Double finaliste NBA (1997-1998)
En 1997, la paire qu'il forme avec Karl Malone atteint son summum. Malone est désigné meilleur joueur de la saison, une récompense qu'il n'aurait jamais eue sans Stockton selon Charles Barkley. En finale de conférence, face aux Rockets de Houston, Stockton livre une prestation historique (25 points, 13 passes décisives) en marquant les neuf derniers points d'un match 6 décisif pour le Jazz, dont un tir à trois points dans la dernière seconde de la partie pour envoyer le Jazz en finales NBA,.
Les finales face aux champions sortants, les Bulls de Chicago, mettent en lumière les performances du timide Stockton. Dans les dernières minutes de la quatrième rencontre de la série, le meneur du Jazz marque un tir à trois points en fin de rencontre, vole un ballon à Michael Jordan, inscrit plusieurs lancers francs importants avant de délivrer une sublime longue passe vers Karl Malone pour sceller le succès de son équipe.
La saison suivante, Stockton et Malone s'inclinent à nouveau en finale face aux Bulls. Ils ont laissé filer leur dernière chance d'être champions NBA avec le Jazz.
Il décide d'arrêter sa carrière en juin 2003 avec des lignes statistiques impressionnantes : 19 713 points, 15 806 passes décisives (record NBA) et 3 265 interceptions (Record NBA), soit des moyennes de 13,1 points et 10,5 passes par match. Il détient également les records NBA du plus grand nombre de saisons et de matchs joués avec la même équipe. Fait exceptionnel pour un joueur professionnel All-Star, il aura joué l'ensemble de sa carrière pro dans la même équipe. Cette fidélité lui a permis de se construire une popularité remarquable auprès de la population de l'Utah. Incroyablement résistant, sur les 19 saisons que Stockton passe en NBA, il en réalise 17 sans manquer un seul match, ne manquant que 4 matchs en 1989-90 et 18 en 1997-98 à cause d'une blessure au genou. Joueur très physique malgré son gabarit de monsieur tout le monde, Stockton a acquis la réputation de joueur le plus vicieux auprès de certains joueurs, souvent eux-mêmes coutumiers du fait.
Le 6 avril 2009, il entre au Basketball Hall of Fame de la NBA, le Panthéon du basket nord-américain, qui rassemble toutes les plus grandes personnalités de l'histoire de la NBA. Il en devient membre en même temps que Michael Jordan et David Robinson, ses coéquipiers de la Dream Team.

### Famille
Il est le père des joueurs de basket-ball Michael Stockton (1,85 m, né en 1989) et David Stockton (1,80 m, né en 1991).

## Palmarès

### En sélection nationale
- Médaille d'or aux Jeux olympiques d'été de 1992 et aux Jeux olympiques d'été de 1996.

### En franchise
- 2 × Finales NBA contre les Bulls de Chicago : 1997 et 1998 avec le Jazz de l'Utah.
- 2 × Champion de la Conférence Ouest : 1997 et 1998 avec le Jazz de l'Utah.
- 5 × Champion de la Division Midwest : 1989, 1992, 1997, 1998 et 2000 avec le Jazz de l'Utah.

### Distinctions personnelles
- 1 × NBA All-Star Game Most Valuable Player : 1993 (avec Karl Malone).
- 10 × Sélectionné au NBA All-Star Game.
- 11 × All-NBA : All-NBA First Team en 1994 et 1995. All-NBA Second Team en 1988, 1989, 1990, 1992, 1993 et 1996. All-NBA Third Team en 1991, 1997 et 1999.
- 5 × All-Defensive Second Team :  1989, 1991, 1992, 1995 et 1996.
- Meilleur passeur de l'histoire de la NBA avec 15806 passes décisives.
- 9 × Meilleur passeur de la NBA : de 1987-1988 à la saison NBA 1995-1996.
- Meilleur intercepteur de l'histoire de la NBA avec 3265 interceptions
- 2 × Meilleur intercepteur de la NBA : 1989 et 1992.
- 1 × Joueur du mois de la NBA : février 1988.
- 1 × Joueur ayant perdu le plus de ballons (turnovers) : 1992 (286).
- 4 × Joueur ayant le meilleur ratio offensif sur le terrain (Offensive Rating) : 1996 (125,5), 1998 (122,2), 2000 (120,5), et en 2001 (120,1).
- Sélectionné parmi les Meilleurs joueurs du cinquantenaire de la NBA en 1996.
- Élu au Naismith Memorial Hall of Fame en 2009.
- Son maillot, le no 12 a été retiré par le Jazz de l'Utah.

## Statistiques NBA
Légende :
| Leader de la ligue |

gras = ses meilleures performances

### Saison régulière
Statistiques en saison régulière de John Stockton :
| Saison        | Équipe        | Matchs | Titul. | Min./m | % Tir | % 3pts | % LF | Rbds/m. | Pass/m. | Int/m. | Ctr/m. | Pts/m. |
| ------------- | ------------- | ------ | ------ | ------ | ----- | ------ | ---- | ------- | ------- | ------ | ------ | ------ |
| 1984-1985     | Utah          | 82     | 5      | 18,2   | 47,1  | 18,2   | 73,6 | 1,3     | 5,1     | 1,3    | 0,1    | 5,6    |
| 1985-1986     | Utah          | 82     | 38     | 23,6   | 48,9  | 13,3   | 83,9 | 2,2     | 7,4     | 1,9    | 0,1    | 7,7    |
| 1986-1987     | Utah          | 82     | 2      | 22,7   | 49,9  | 17,9   | 78,2 | 1,8     | 8,2     | 2,2    | 0,2    | 7,9    |
| 1987-1988     | Utah          | 82     | 79     | 34,7   | 57,4  | 35,8   | 84,0 | 2,9     | 13,8    | 3,0    | 0,2    | 14,7   |
| 1988-1989     | Utah          | 82     | 82     | 38,7   | 53,8  | 24,2   | 86,3 | 3,0     | 13,6    | 3,2    | 0,2    | 17,1   |
| 1989-1990     | Utah          | 78     | 78     | 37,4   | 51,4  | 41,6   | 81,9 | 2,6     | 14,5    | 2,7    | 0,2    | 17,2   |
| 1990-1991     | Utah          | 82     | 82     | 37,8   | 50,7  | 34,5   | 83,6 | 2,9     | 14,2    | 2,9    | 0,2    | 17,2   |
| 1991-1992     | Utah          | 82     | 82     | 36,6   | 48,2  | 40,7   | 84,2 | 3,3     | 13,7    | 3,0    | 0,3    | 15,8   |
| 1992-1993     | Utah          | 82     | 82     | 34,9   | 48,6  | 38,5   | 79,8 | 2,9     | 12,0    | 2,4    | 0,3    | 15,1   |
| 1993-1994     | Utah          | 82     | 82     | 36,2   | 52,8  | 32,2   | 80,5 | 3,1     | 12,6    | 2,4    | 0,3    | 15,1   |
| 1994-1995     | Utah          | 82     | 82     | 35,0   | 54,2  | 44,9   | 80,4 | 3,1     | 12,3    | 2,4    | 0,3    | 14,7   |
| 1995-1996     | Utah          | 82     | 82     | 35,5   | 53,8  | 42,2   | 83,0 | 2,8     | 11,2    | 1,7    | 0,2    | 14,7   |
| 1996-1997     | Utah          | 82     | 82     | 35,3   | 54,8  | 42,2   | 84,6 | 2,8     | 10,5    | 2,0    | 0,2    | 14,4   |
| 1997-1998     | Utah          | 64     | 64     | 29,0   | 52,8  | 42,9   | 82,7 | 2,6     | 8,5     | 1,4    | 0,2    | 12,0   |
| 1998-1999     | Utah          | 50     | 50     | 28,2   | 48,8  | 32,0   | 81,1 | 2,9     | 7,5     | 1,6    | 0,3    | 11,1   |
| 1999-2000     | Utah          | 82     | 82     | 29,7   | 50,1  | 35,5   | 86,0 | 2,6     | 8,6     | 1,7    | 0,2    | 12,1   |
| 2000-2001     | Utah          | 82     | 82     | 29,2   | 50,4  | 46,2   | 81,7 | 2,8     | 8,7     | 1,6    | 0,3    | 11,5   |
| 2001-2002     | Utah          | 82     | 82     | 31,3   | 51,7  | 32,1   | 85,7 | 3,2     | 8,2     | 1,9    | 0,3    | 13,4   |
| 2002-2003     | Utah          | 82     | 82     | 27,7   | 48,3  | 36,3   | 82,6 | 2,5     | 7,7     | 1,7    | 0,2    | 10,8   |
| Carrière      | Carrière      | 1504   | 1300   | 31,8   | 51,5  | 38,4   | 82,6 | 2,7     | 10,5    | 2,2    | 0,2    | 13,1   |
| All-Star Game | All-Star Game | 10     | 5      | 19,7   | 53,0  | 33,3   | 66,7 | 1,7     | 7,1     | 1,6    | 0,1    | 8,1    |

Note : La saison 1998-1999 a été réduite à 50 matchs en raison d'un lock out.

### Playoffs
Statistiques en playoffs de John Stockton :
| Saison   | Équipe   | Matchs | Titul. | Min./m | % Tir | % 3pts | % LF  | Rbds/m. | Pass/m. | Int/m. | Ctr/m. | Pts/m. |
| -------- | -------- | ------ | ------ | ------ | ----- | ------ | ----- | ------- | ------- | ------ | ------ | ------ |
| 1985     | Utah     | 10     | 0      | 18,6   | 46,7  | 0,0    | 74,3  | 2,8     | 4,3     | 1,1    | 0,2    | 6,8    |
| 1986     | Utah     | 4      | 0      | 18,3   | 52,9  | 100,0  | 88,9  | 1,5     | 3,5     | 1,3    | 0,0    | 6,8    |
| 1987     | Utah     | 5      | 2      | 31,4   | 62,1  | 80,0   | 72,9  | 2,2     | 8,0     | 3,0    | 0,2    | 10,0   |
| 1988     | Utah     | 11     | 11     | 43,5   | 50,7  | 28,6   | 82,4  | 4,1     | 14,8    | 3,4    | 0,3    | 19,5   |
| 1989     | Utah     | 3      | 3      | 46,3   | 50,8  | 75,0   | 90,5  | 3,3     | 13,7    | 3,7    | 1,7    | 27,3   |
| 1990     | Utah     | 5      | 5      | 38,8   | 42,0  | 07,7   | 80,0  | 3,2     | 15,0    | 1,2    | 0,0    | 15,0   |
| 1991     | Utah     | 9      | 9      | 41,4   | 53,7  | 40,7   | 84,1  | 4,7     | 13,8    | 2,2    | 0,2    | 18,2   |
| 1992     | Utah     | 16     | 16     | 38,9   | 42,3  | 31,0   | 83,3  | 2,9     | 13,6    | 2,1    | 0,3    | 14,8   |
| 1993     | Utah     | 5      | 5      | 38,6   | 45,1  | 38,5   | 83,3  | 2,4     | 11,0    | 2,4    | 0,0    | 13,2   |
| 1994     | Utah     | 16     | 16     | 37,3   | 45,6  | 16,7   | 81,0  | 3,3     | 9,8     | 1,7    | 0,5    | 14,4   |
| 1995     | Utah     | 5      | 5      | 38,6   | 45,9  | 40,0   | 76,5  | 3,4     | 10,2    | 1,4    | 0,2    | 17,8   |
| 1996     | Utah     | 18     | 18     | 37,7   | 44,6  | 28,9   | 81,4  | 3,2     | 10,8    | 1,6    | 0,4    | 11,1   |
| 1997     | Utah     | 20     | 20     | 37,0   | 52,1  | 38,0   | 85,6  | 3,9     | 9,6     | 1,7    | 0,3    | 16,1   |
| 1998     | Utah     | 20     | 20     | 29,8   | 49,4  | 34,6   | 71,8  | 3,0     | 7,8     | 1,6    | 0,2    | 11,1   |
| 1999     | Utah     | 11     | 11     | 32,0   | 40,0  | 33,3   | 73,9  | 3,3     | 8,4     | 1,6    | 0,1    | 11,1   |
| 2000     | Utah     | 10     | 10     | 35,0   | 46,1  | 38,9   | 76,7  | 3,0     | 10,3    | 1,3    | 0,2    | 11,2   |
| 2001     | Utah     | 5      | 5      | 37,2   | 45,9  | 00,0   | 71,4  | 5,6     | 11,4    | 2,0    | 0,6    | 9,8    |
| 2002     | Utah     | 4      | 4      | 35,3   | 45,0  | 28,6   | 92,3  | 4,0     | 10,0    | 2,8    | 0,3    | 12,5   |
| 2003     | Utah     | 5      | 5      | 29,8   | 46,2  | 00,0   | 100,0 | 3,2     | 5,2     | 1,6    | 0,2    | 11,2   |
| Carrière | Carrière | 182    | 165    | 35,2   | 47,3  | 32,6   | 81,0  | 3,3     | 10,1    | 1,9    | 0,3    | 13,4   |

## Records sur une rencontre en NBA
Les records personnels de John Stockton en NBA sont les suivants :
| Record de la franchise |

| Type de statistique        | Saison régulière | Saison régulière      | Saison régulière | Playoffs | Playoffs                    | Playoffs      |
| Type de statistique        | Record           | Adversaire            | Date             | Record   | Adversaire                  | Date          |
| -------------------------- | ---------------- | --------------------- | ---------------- | -------- | --------------------------- | ------------- |
| Points                     | 34               | @ Kings de Sacramento | 17 mars 1990     | 34       | @ Warriors de Golden State  | 2 mai 1989    |
| Paniers marqués            | 14               | @ Kings de Sacramento | 17 mars 1990     | 13       | @ Warriors de Golden State  | 2 mai 1989    |
| Paniers tentés             | 22               | 2 fois                | 2 fois           | 21       | Warriors de Golden State    | 27 avril 1989 |
| Paniers à 3 points réussis | 5                | 3 fois                | 3 fois           | 3        | 7 fois                      | 7 fois        |
| Paniers à 3 points tentés  | 8                | @ Nuggets de Denver   | 23 janvier 1992  | 8        | Trail Blazers de Portland   | 28 mai 1992   |
| Lancers francs réussis     | 15               | 2 fois                | 2 fois           | 16       | @ Trail Blazers de Portland | 30 avril 1988 |
| Lancers francs tentés      | 16               | 3 fois                | 3 fois           | 19       | @ Trail Blazers de Portland | 30 avril 1988 |
| Rebonds offensifs          | 5                | Spurs de San Antonio  | 22 janvier 1992  | 3        | 8 fois                      | 8 fois        |
| Rebonds défensifs          | 8                | Lakers de Los Angeles | 22 janvier 1993  | 9        | @ Mavericks de Dallas       | 28 avril 2001 |
| Rebonds totaux             | 9                | 5 fois                | 5 fois           | 11       | @ Mavericks de Dallas       | 28 avril 2001 |
| Passes décisives           | 28               | Spurs de San Antonio  | 15 janvier 1991  | 24       | @ Lakers de Los Angeles     | 17 mai 1988   |
| Interceptions              | 9                | Rockets de Houston    | 12 février 1991  | 6        | 2 fois                      | 2 fois        |
| Contres                    | 3                | 4 fois                | 4 fois           | 3        | 2 fois                      | 2 fois        |
| Balles perdues             | 10               | @ Bucks de Milwaukee  | 19 novembre 1990 | 7        | 6 fois                      | 6 fois        |
| Minutes jouées             | 53               | 2 fois                | 2 fois           | 49       | Nuggets de Denver           | 17 mai 1994   |

## Pour approfondir